# Rudy Gay
Pour les articles homonymes, voir Gay.
Rudy Gay, né le 17 août 1986 à New York aux États-Unis, est un joueur américain de basket-ball évoluant aux postes d'ailier et d'ailier fort. Il évoluait de 2013 à 2017 aux Kings de Sacramento après avoir passé sept saisons aux Grizzlies de Memphis et quelques mois aux Raptors de Toronto. Il rejoint ensuite les Spurs de San Antonio le 7 juillet 2017 pour un an et une année supplémentaire en option joueur.

## Biographie

### Jeunesse
Rudy Gay est né dans une famille de cinq frères et sœurs, et il a commencé à jouer au basket-ball à l'âge de 12 ans, dans la ville de Turner, comté de Baltimore, Maryland. Rudy Gay évolue dans les ligues de jeune du Maryland, qui sont les plus relevés du pays. Ils montrent également ces capacités très jeunes à la Tom Jones Summer League de Washington DC contre une opposition de qualité. 
Alors qu'il a 14 ans, Gay participe à la ligue nationale Cecil Kirk, il est alors très convoité par des lycées privés prêts à payer ses frais de scolarité. Il décide de rejoindre le lycée réputé de Spalding qui évolue dans la ligue catholique du Maryland.

### Carrière au lycée
Rudy Gay a été au lycée un des meilleurs joueurs de sa classe d'âge. Ses parents restant soucieux de son éducation, il joue pour une équipe d'un lycée réputé des États-Unis, et s'impose comme le meilleur joueur de l'effectif rapidement. Il est élu durant ses deux dernières années de lycée dans le meilleur cinq de la ligue catholique de Baltimore. Il remporte d'autres trophées individuels, Washington post trophée du lycéen de l'année, et le Mc Donald trophée durant son année senior. Il est également élu dans la meilleure équipe américaine lycéenne en totalisant sur sa saison sénior 21,2 points, 9,2 rebonds et 3,7 contres par match. 
Le choix pour l'université fut difficile entre l'université du Maryland, sa terre natale, et l'université du Connecticut, ayant une formation basketball réputée. Rudy Gay fait le choix controversé du Connecticut après avoir exprimé le souhait de faire valoir ses racines du Maryland.

### Carrière universitaire
Durant sa première saison à l'université du Connecticut, il est élu meilleur recrue de l'année pour la conférence grand est, il est également nommé pour être la recrue de l'année par le magazine The Spoting Nouvelles.
Durant l'été 2005, Gay participe à la coupe du monde basket-ball des moins de 21 ans avec les États-Unis, il finit la compétition avec une moyenne de 10,5 points et 5,5 rebonds par match.
Durant, sa deuxième saison, il établit son premier record en carrière de points contre Arkansas, 28 points. Il mène son équipe à un bilan de 30 victoires et 3 défaites, en étant le meilleur scoreur de son équipe.

### Carrière professionnelle

#### Grizzlies de Memphis (2006-janvier 2013)
Rudy Gay est sélectionné en 8e position lors de la draft 2006 de la NBA par les Rockets de Houston.
Il intègre rapidement le cinq majeur des Grizzlies de Memphis et termine sa deuxième saison avec 20,1 points et 6,2 rebonds en moyenne par match.
Blessé lors du premier tour des playoffs, Gay regardera ses coéquipiers réaliser un exploit en battant les Spurs de San Antonio, depuis le banc. Au tour suivant, la franchise de Memphis est battue par le Thunder d'Oklahoma City. Ces derniers perdront le prochain tour contre les futurs champions NBA les Mavericks de Dallas.

#### Raptors de Toronto (jan. - déc. 2013)
Le 30 janvier 2013, il est transféré aux Raptors de Toronto.

#### Kings de Sacramento (déc. 2013-2017)
Le 8 décembre 2013, il est transféré aux Kings de Sacramento.

#### Spurs de San Antonio (2017-2021)
Le 6 juillet 2017, il signe avec les Spurs de San Antonio lors du marché des agents libres après avoir renoncé à une dernière année de contrat plus rémunératrice du côté de Sacramento.

#### Jazz de l'Utah (2021-2023)
Lors du marché des agents libres 2021, Rudy s'engage pour deux saisons et 12 millions de dollars en faveur du Jazz de l'Utah.
Fin juin 2023, il est transféré vers les Hawks d'Atlanta contre John Collins. Par la suite, il est transféré au Thunder d'Oklahoma City. Il est licencié par le Thunder en juillet.

### Carrière internationale
À l'issue de sa quatrième saison dans la ligue, il est retenu au sein de l'équipe des États-Unis qui se rend en Turquie dans le cadre du championnat du monde 2010. Avec celle-ci, il obtient une médaille internationale, une médaille d'or, grâce à la victoire en finale face à la Turquie.
Gay remporte la médaille d'or pour les États-Unis durant la coupe du monde 2010 FIBA, la première depuis 1994. Il finit le tournoi avec sept points, trois rebonds, une interception en treize minutes durant les neuf matchs des États-Unis, pour neuf victoires. Rudy Gay participe également avec les États-Unis à la coupe du monde 2014 FIBA, il gagne la médaille d'or après une campagne invaincu.

## Palmarès

### Sélection nationale
- Médaillé d'or au Championnat du monde 2010 en Turquie.
- Médaillé d'or à la coupe du monde 2014 en Espagne.

### Distinctions personnelles
- Rookie du mois de la conférence Ouest en novembre 2006.

## Statistiques

### Universitaires
Les statistiques de Rudy Gay en matchs universitaires sont les suivantes :
| Saison    | Équipe      | Matchs | Titul. | Min./m | % Tir | % 3pts | % LF | Rbds/m. | Pass/m. | Int/m. | Ctr/m. | Pts/m. |
| --------- | ----------- | ------ | ------ | ------ | ----- | ------ | ---- | ------- | ------- | ------ | ------ | ------ |
| 2004-2005 | Connecticut | 31     | 26     | 28,8   | 46,2  | 46,7   | 70,8 | 5,40    | 1,50    | 0,80   | 1,90   | 11,80  |
| 2005-2006 | Connecticut | 33     | 33     | 30,8   | 46,1  | 31,8   | 73,2 | 6,40    | 2,10    | 1,80   | 1,60   | 15,20  |
| Carrière  | Carrière    | 64     | 59     | 29,8   | 46,1  | 37,8   | 72,1 | 5,90    | 1,80    | 1,30   | 1,70   | 13,60  |

### Saison régulière NBA
| Saison    | Équipe      | Matchs | Titul. | Min./m | % Tir | % 3pts | % LF | Rbds/m. | Pass/m. | Int/m. | Ctr/m. | Pts/m. |
| --------- | ----------- | ------ | ------ | ------ | ----- | ------ | ---- | ------- | ------- | ------ | ------ | ------ |
| 2006-2007 | Memphis     | 78     | 43     | 27,0   | 42,2  | 36,4   | 72,7 | 4,50    | 1,30    | 0,90   | 0,90   | 10,80  |
| 2007-2008 | Memphis     | 81     | 81     | 37,0   | 46,1  | 34,6   | 78,5 | 6,20    | 2,00    | 1,40   | 1,00   | 20,10  |
| 2008-2009 | Memphis     | 79     | 78     | 37,3   | 45,3  | 35,1   | 76,7 | 5,50    | 1,70    | 1,20   | 0,70   | 18,90  |
| 2009-2010 | Memphis     | 80     | 80     | 39,7   | 46,6  | 32,7   | 75,2 | 5,90    | 1,90    | 1,50   | 0,80   | 19,60  |
| 2010-2011 | Memphis     | 54     | 54     | 39,9   | 47,1  | 39,6   | 80,5 | 6,20    | 2,80    | 1,70   | 1,10   | 19,80  |
| 2011-2012 | Memphis     | 65     | 65     | 37,3   | 45,5  | 31,2   | 79,1 | 6,40    | 2,30    | 1,50   | 0,80   | 19,00  |
| 2012-2013 | Memphis     | 42     | 42     | 36,7   | 40,8  | 31,0   | 77,6 | 5,90    | 2,60    | 1,30   | 0,70   | 17,20  |
| 2012-2013 | Toronto     | 33     | 32     | 34,7   | 42,5  | 33,6   | 85,6 | 6,40    | 2,80    | 1,70   | 0,70   | 19,50  |
| 2013-2014 | Toronto     | 18     | 18     | 35,5   | 38,8  | 37,3   | 77,3 | 7,40    | 2,20    | 1,60   | 1,30   | 19,40  |
| 2013-2014 | Sacramento  | 55     | 55     | 34,4   | 48,2  | 31,2   | 83,6 | 5,50    | 3,10    | 1,20   | 0,60   | 20,10  |
| 2014-2015 | Sacramento  | 68     | 67     | 35,4   | 45,5  | 35,9   | 85,8 | 5,90    | 3,70    | 1,00   | 0,60   | 21,10  |
| 2015-2016 | Sacramento  | 70     | 70     | 34,0   | 46,3  | 34,4   | 78,0 | 6,50    | 1,70    | 1,40   | 0,70   | 17,20  |
| 2016-2017 | Sacramento  | 30     | 30     | 33,8   | 45,5  | 37,2   | 85,5 | 6,30    | 2,70    | 1,50   | 0,90   | 18,70  |
| 2017-2018 | San Antonio | 57     | 6      | 21,6   | 47,1  | 31,4   | 77,2 | 5,10    | 1,30    | 0,80   | 0,70   | 11,50  |
| 2018-2019 | San Antonio | 69     | 51     | 26,7   | 50,4  | 40,2   | 81,6 | 6,80    | 2,60    | 0,80   | 0,50   | 13,70  |
| 2019-2020 | San Antonio | 67     | 5      | 21,8   | 46,6  | 33,6   | 88,2 | 5,40    | 1,70    | 0,50   | 0,50   | 10,80  |
| 2020-2021 | San Antonio | 63     | 1      | 21,6   | 42,0  | 38,1   | 80,4 | 4,80    | 1,40    | 0,70   | 0,60   | 11,40  |
| 2021-2022 | Utah        | 55     | 1      | 18,9   | 41,4  | 34,5   | 78,5 | 4,40    | 1,00    | 0,50   | 0,30   | 8,10   |
| 2022-2023 | Utah        | 56     | 0      | 14,6   | 38,0  | 25,4   | 85,7 | 2,90    | 1,00    | 0,30   | 0,30   | 5,20   |
| Carrière  | Carrière    | 1120   | 779    | 30,9   | 45,2  | 34,6   | 79,9 | 5,60    | 2,00    | 1,10   | 0,70   | 15,80  |

### Playoffs NBA
| Saison   | Équipe      | Matchs | Titul. | Min./m | % Tir | % 3pts | % LF | Rbds/m. | Pass/m. | Int/m. | Ctr/m. | Pts/m. |
| -------- | ----------- | ------ | ------ | ------ | ----- | ------ | ---- | ------- | ------- | ------ | ------ | ------ |
| 2012     | Memphis     | 7      | 7      | 39,9   | 42,1  | 21,1   | 82,5 | 6,60    | 1,40    | 1,30   | 0,30   | 19,00  |
| 2018     | San Antonio | 5      | 4      | 32,0   | 40,0  | 22,2   | 55,6 | 5,60    | 2,20    | 1,60   | 0,20   | 12,20  |
| 2019     | San Antonio | 7      | 0      | 25,6   | 40,0  | 42,1   | 82,4 | 7,10    | 1,70    | 0,40   | 0,70   | 11,10  |
| Carrière | Carrière    | 19     | 11     | 32,5   | 41,0  | 28,6   | 78,8 | 6,50    | 1,70    | 1,10   | 0,40   | 14,30  |

## Records sur une rencontre en NBA
Les records personnels de Rudy Gay en NBA sont les suivants, :
| Type de statistique        | Saison régulière | Saison régulière        | Saison régulière | Playoffs | Playoffs                  | Playoffs      |
| Type de statistique        | Record           | Adversaire              | Date             | Record   | Adversaire                | Date          |
| -------------------------- | ---------------- | ----------------------- | ---------------- | -------- | ------------------------- | ------------- |
| Points                     | 41               | 2 fois                  | 2 fois           | 24       | @ Clippers de Los Angeles | 5 mai 2012    |
| Paniers marqués            | 16               | 2 fois                  | 2 fois           | 9        | Clippers de Los Angeles   | 2 mai 2012    |
| Paniers tentés             | 37               | @ Rockets de Houston    | 11 novembre 2013 | 25       | @ Clippers de Los Angeles | 7 mai 2012    |
| Paniers à 3 points réussis | 5                | 5 fois                  | 5 fois           | 3        | Nuggets de Denver         | 25 avril 2019 |
| Paniers à 3 points tentés  | 10               | 3 fois                  | 3 fois           | 7        | @ Nuggets de Denver       | 27 avril 2019 |
| Lancers francs réussis     | 16               | @ 76ers de Philadelphie | 12 mars 2014     | 12       | @ Clippers de Los Angeles | 5 mai 2012    |
| Lancers francs tentés      | 19               | @ 76ers de Philadelphie | 12 mars 2014     | 15       | @ Clippers de Los Angeles | 5 mai 2012    |
| Rebonds offensifs          | 7                | Kings de Sacramento     | 20 février 2009  | 3        | 4 fois                    | 4 fois        |
| Rebonds défensifs          | 13               | @ Bucks de Milwaukee    | 2 novembre 2013  | 8        | Clippers de Los Angeles   | 13 mai 2012   |
| Rebonds totaux             | 15               | 2 fois                  | 2 fois           | 10       | Nuggets de Denver         | 18 avril 2019 |
| Passes décisives           | 10               | Raptors de Toronto      | 2 décembre 2014  | 4        | @ Clippers de Los Angeles | 7 mai 2012    |
| Interceptions              | 6                | 2 fois                  | 2 fois           | 3        | 3 fois                    | 3 fois        |
| Contres                    | 6                | 2 fois                  | 2 fois           | 2        | 2 fois                    | 2 fois        |
| Balles perdues             | 8                | 2 fois                  | 2 fois           | 4        | 3 fois                    | 3 fois        |
| Minutes jouées             | 52               | Clippers de Los Angeles | 26 janvier 2008  | 48       | @ Clippers de Los Angeles | 7 mai 2012    |

- Double-double : 87 (dont 1 en playoffs)
- Triple-double : 0

Dernière mise à jour : 16 juillet 2022

## Salaires
Les gains de Rudy Gay en carrière sont les suivants :
| Année       | Équipe                                  | Salaire       |
| ----------- | --------------------------------------- | ------------- |
| 2006-2007   | Grizzlies de Memphis                    | 2 242 290 $   |
| 2007-2008   | Grizzlies de Memphis                    | 2 411 160 $   |
| 2008-2009   | Grizzlies de Memphis                    | 2 579 400 $   |
| 2009-2010   | Grizzlies de Memphis                    | 3 280 997 $   |
| 2010-2011   | Grizzlies de Memphis                    | 13 603 750 $  |
| 2011-2012   | Grizzlies de Memphis                    | 15 032 144 $  |
| 2012-2013   | Grizzlies de Memphis Raptors de Toronto | 16 460 538 $  |
| 2013-2014   | Kings de Sacramento                     | 17 888 931 $  |
| 2014-2015   | Kings de Sacramento                     | 19 317 325 $  |
| 2015-2016   | Kings de Sacramento                     | 12 403 101 $  |
| 2016-2017   | Kings de Sacramento                     | 13 333 333 $  |
| 2017-2018   | Spurs de San Antonio                    | 8 406 000 $   |
| 2018-2019   | Spurs de San Antonio                    | 10 087 200 $  |
| 2019-2020   | Spurs de San Antonio                    | 14 000 000 $  |
| Total Gains | Total Gains                             | 151 046 149 $ |
| 2020-2021   | Spurs de San Antonio                    | 14 000 000 $  |